# MIKRIS
MIKRIS（ミクリス、1980年1月17日 - ）は日本のヒップホップMCである。

## 来歴
- 北海道出身で、10代の頃に千葉県に引っ越してくる。ダンス甲子園でヒップホップに目覚め、ラジカセを携えて街中を練り歩く生活を送ったが、いわゆる不良的な行動はとらず、変わった服装・言動の少年だった。
- その後、千葉県のヒップホップシーンに入っていくときに、Mr.OMERIとも交流。また、DELIにその才能を認められ、2001年ごろからDELI関連の作品を中心に多数の客演をこなしていく。
- いつのころからか千葉県出身のMC、SESAMEやKGE THE SHADOWMENとグループ「THE DOG」を結成し、2006年にはTHE DOG名義でのミックスCDを発表、また、THE DOGのほかの二人と共にTEAM 44 BLOXに名を連ねており、県外出身ながら、千葉県をレペゼンし続けている。

## 人柄
- DELI曰く「ギリギリアウト（一般人の感性で受け入れられるか受け入れられないかの境界線に近い位置にいるがやっぱり受け入れられないこと）」であるMIKRISは、ラップのみならず普段の言動でもすき者達を満足させている。
- 独特な芸名の由来は本人いわく「謎ってことで」ということで明かされていない。

父親の名字がミキで、母親の名字がクリス。
それでミキクリス、それで、MIKRIS

## ディスコグラフィー

### EP
- 『MORE STREET MADNESS EP』　（2010年5月22日）

### アルバム
- 『WHO’S THE MADSKILL？』　（2003年9月24日/チカチカプロダクション）
  - 新星堂のみの限定販売。
- 『M.A.D.』　（2005年10月5日/チカチカプロダクション）
- 『M.A.D.2』　（2011年8月3日）
- 『6 Coffin』　（2013年10月25日）
- 『HELL』       (2018年07月18日)

#### リミックスアルバム
- 『M.A.D.X』　（2012年11月21日）
- 『6 Coffin Reboot』　（2015年6月24日）

### MIX CD
- 『THE DOG HOUSE VOL.4』　（2009年8月5日）

### アナログ
- 『Umbrella』　（2012年7月19日）